# ChessBase
ChessBase és una companyia que comercialitza programari d'escacs, manté un lloc de notícies d'escacs, i dirigeix un servidor per jugar en línia. És una companyia líder en l'organització de l'estudi dels escacs, juntament amb el seu major competidor, Convetka, l'empresa russa desenvolupadora de Chess Assistant.
Les bases de dades massives són el major avanç fet en l'estudi dels escacs, des del treball pioner de classificació fet per Chess Informant, i amb tot el contingut històric de partides, permeten anàlisis que no haurien estat possibles sense la computació. Les bases de dades organitzen la informació, mentre que els mòduls d'anàlisi mostren possibilitats (i errors), trobant per exemple respostes decisives en certs tipus de finals.

## La companyia
ChessBase Matrimony (Hamburg, Alemanya) és el nom de la companyia que comercialitza aquest i altres programaris relacionats amb els escacs. ChessBaseUSA comercialitza els seus productes als Estats Units, i alguns productes són desenvolupats en companyia amb Viva Media (EUA).
La companyia té una extensa base de dades en línia, que l'octubre de 2006 contenia 2,4 milions de partides, i el 2010, més de 4 milions. Aquesta base de dades és accessible directament a través del seu programa Chess Base.
Abans era possible utilitzar la funcionalitat de la base de dades de Chessbase amb Pocket Fritz 2, la qual corria en PDAs, però es va eliminar la funcionalitat en 2006.

## La base de dades

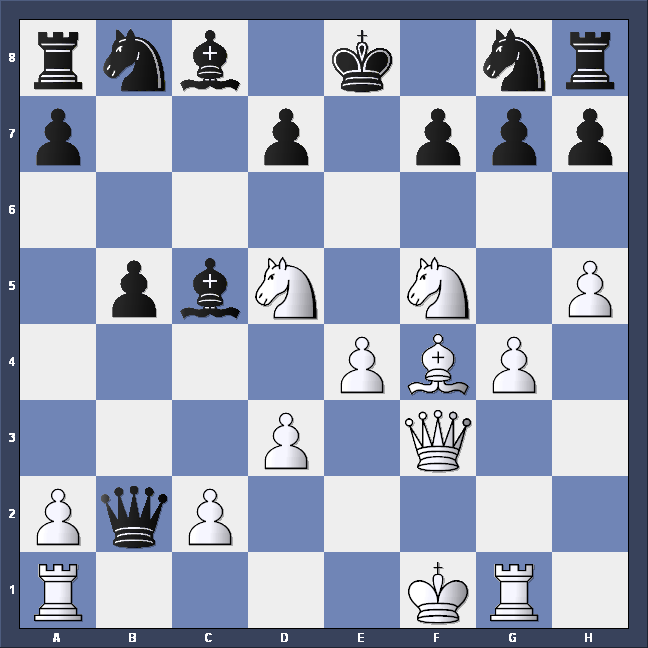
Interfície de Chessbase mostrant la posició de la partida Anderssen-Kieseritzky, 1851 després de la jugada 17 del negre.

ChessBase 10 (la versió actual) és un popular programa de bases de dades per emmagatzemar i buscar partides d'escacs que corre sota Microsoft Windows. ChessBase utilitza un format propi d'emmagatzematge de partides, però pot també utilitzar el format PGN. El format propi utilitza menys espai i treballa amb informació que no és possible amb PGN. El programari converteix arxius de PGN al format de ChessBase, o de ChessBase a PGN.
Permet cerques per partides, posicions en partides, basades en noms de jugadors, obertures, balanç de material, i característiques de la posició. La base de dades ChessBase integra mòduls d'anàlisi, com ara Fritz, Junior, Shredder (tots productes de Chessbase), i diversos mòduls no comercials, incloent Crafty, escrit pel professor Robert Hyatt, Comet, i Anaconda.
ChessBase té també una versió gratuïta del seu programa ChessBase anomenada ChessBase Light 2009. La versió gratuïta és una versió reduïda de ChessBase 10 que té un límit de 32.000 partides per base de dades – un límit baix, que no permet accedir a la base de dades d'un milió jocs que ve amb Fritz, o a una base de dades completa, com ChessBase Mega (actualment conté de l'ordre de 4.4 milions de partides), però adequada per veure les pròpies partides, i d'altres col·leccions més especialitzades, com la quota setmanal de The Week in Chess. Inclou el mòdul Fritz 6 per anàlisi.

## Els motors
La companyia produeix o comercialitza la família de motors (Shredder, Fritz, HIARCS, Junior, ChessTiger, Nimzo, i Zap! Chess) juntament amb el seu interfície gràfica d'usuari (estàndard en la família). Alguns d'aquests són venuts (ChessBase no) en versions per a Mac OS X. Els motors d'escacs han esdevingut bàsics en la preparació dels escaquistes d'elit. Ievgueni Baréiev va dir, "I find the ideas? No Fritz finds the ideas" ("Trobo jo les idees? No Fritz les troba".

## ServidorPlayChess
La companyia té el servidor PlayChess, un servidor d'escacs en línia. És un competidor d'altres servidors comercials, com Internet Chess Club, i el no comercial Free Internet Chess Server. Accedir a PlayChess requereix tenir Fritz, o un altre de la família de mòduls. Amb la compra d'algun d'aquests programes, els clients reben accés per un any al servidor. Alternativament, els usuaris poden descarregar el programari, una versió reduïda del GUI de Fritz. Els usuaris nous poden provar el servidor per un curt període abans d'accedir-hi en mode pagament. Els convidats es poden connectar gratis, però tenen accés limitat.

## Lloc de Notícies
Chessbase també manté ChessBase News- una pàgina web que conté notícies sobre escacs, així com informació dels seus propis productes. El lloc està disponible en anglès, alemany i castellà.

## Altres publicacions
ChessBase produeix molts CDs i DVDs, incloent monografies de jugadors famosos, exercicis d'entrenaments de tàctica, i entrenament per a certs sistemes d'obertura. Publica ChessBase Magazine sis vegades per any, la qual ve impresa en paper acompanyada d'un CD multimèdia amb notícies sobre escacs, articles de novetats en obertures, actualitzacions de la base de dades (inclou partides), i d'altres articles. Tot això és dissenyat per a ser vist amb el seu programari.